# Peugeot Pars
Peugeot Pars, neboli Peugeot Persia, byl navržen jako nástupce (resp. facelift) modelu Peugeot 405, který se v Íránu vyrábí již od roku 2001. Peugeot Persia byl poté přejmenován na Peugeot Safir a nakonec Peugeot Pars a to z důvodu místních problémů s autorskými právy. Peugeot Pars byl vyráběn ve 3 základních modelech Pars, Pars 16V a Pars ELX.